# Zanré (Diabo)
Pour les articles homonymes, voir Zanré.
Zanré est une commune rurale située dans le département de Diabo de la province du Gourma dans la région de l'Est au Burkina Faso.

## Géographie
Zanré est situé à 5 km au Nord de Diabo, le chef-lieu du département.

## Économie
L'économie de la commune est liée aux cultures vivrières permises par le barrage en remblai situé au nord de Zanré.

## Santé et éducation
Le centre de soins le plus proche de Zanré est le centre de santé et de promotion sociale (CSPS) de Diabo.